# Rok ruského jazyka
Rok ruského jazyka (rusky Год русского языка) byla ruská celospolečenská kulturní událost, vyhlášená dne 4. listopadu 2006 k roku 2007 samotným ruským prezidentem Vladimirem Putinem, jejímž hlavním cílem bylo vzbuditi a prohloubiti zájem o ruský jazyk, literaturu a ruskou kulturu obecně, a to jak mezi ruskou a zahraniční laickou veřejností, tak i mezi vystudovanými rusisty.
Jedním z možných důvodů je dle ruského filologa Leonida Petroviče Krysina (rusky Леонид Петрович Крысин), člena Institutu ruského jazyka RAN (rusky Институт русского языка имени В. В. Виноградова РАН), že „počet lidí, kteří umí rusky, klesá. Mladá populace už jej neumí tak dobře jako starší lidé, kteří se jej učili za dob SSSR. Taky počet škol, kde se ruština učí, klesá.“